# Remueru Tekiate
Remueru Tekiate (ur. 7 sierpnia 1990 na Fidżi) – fidżyjski piłkarz występujący na pozycji obrońcy w fidżyjskim klubie Ba FC.

## Kariera klubowa
W 2011 roku dołączył do drużyny Ba FC. Już w pierwszym sezonie zdobył Mistrzostwo Fidżi.

## Kariera reprezentacyjna
W reprezentacji Fidżi Tekiate zadebiutował 2 czerwca 2012 na Pucharze Narodów Oceanii 2012 w przegranym 0:1 meczu z reprezentacją Nowej Zelandii. Podczas tego turnieju zagrał jeszcze w dwóch meczach.